# The Case of Sergeant Grischa

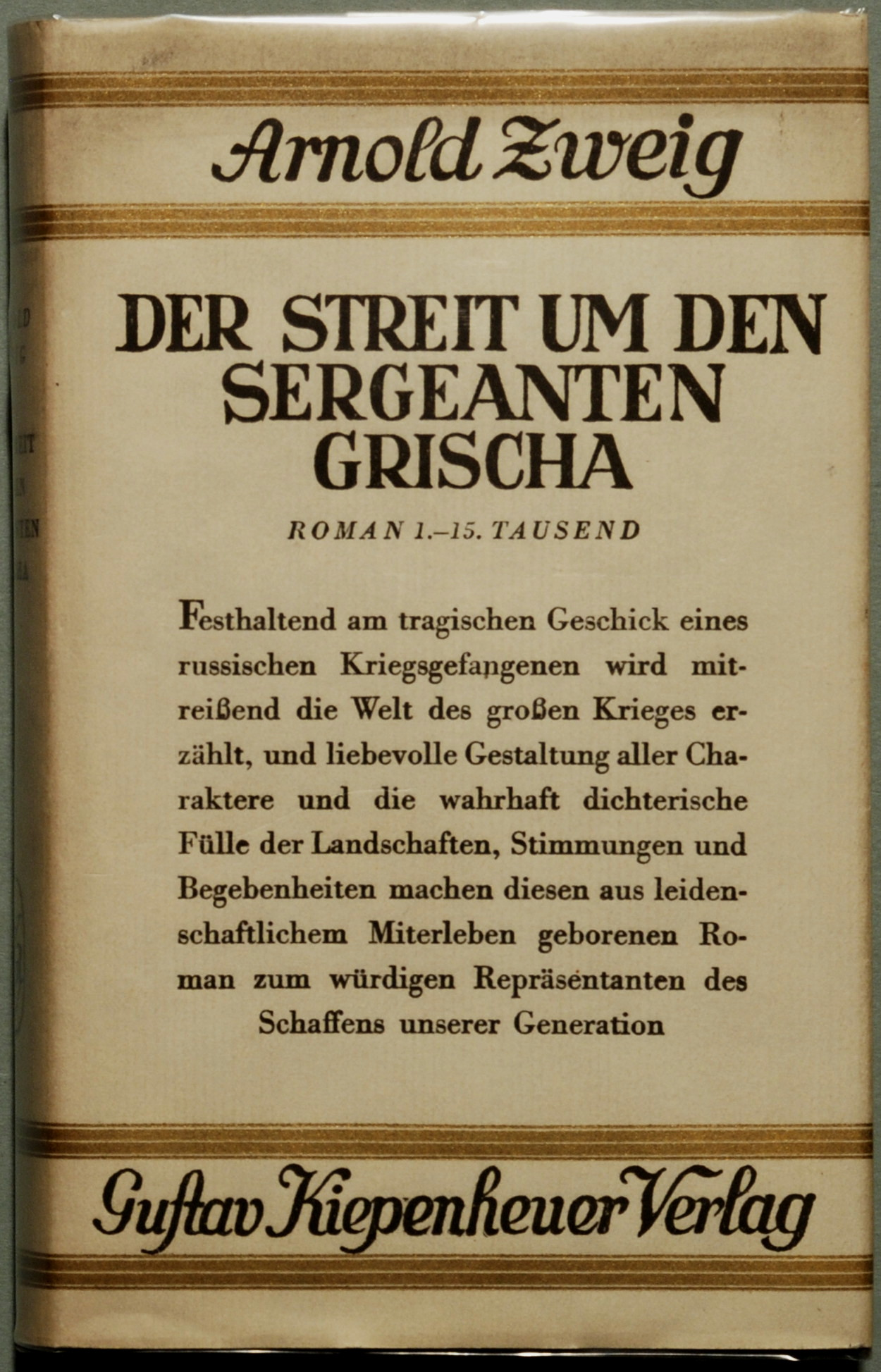
Página inicial de Der Streit um den Sergeanten Grischa (1927), romance de Arnold Zweig que deu origem ao filme.

The Case of Sergeant Grischa (O Sargento Grischa (título em Portugal) ) é um filme estadunidense de 1930 do gênero drama, dirigido por Herbert Brenon e estrelado por Chester Morris e Betty Compson. O filme é baseado no romance Der Streit um den Sergeanten Grischa do escritor alemão Arnold Zweig, considerado pelo produtor William LeBaron "um dos maiores livros de guerra" já escritos. O resultado final, contudo, não agradou as plateias e a película foi um fracasso de bilheteria.
O filme concorreu ao Oscar, na categoria Melhor Mixagem de Som.

## Sinopse
Durante a Primeira Guerra Mundial, o Sargento russo Grischa consegue escapar de um campo de prisioneiros alemão. Durante um tempo, ele se esconde com uma garota chamada Babka, mas chega o momento em sente desejo de voltar para casa. Para isso, ele usa a identidade de um espião morto, mas é recapturado e sentenciado à morte.

## Elenco
| Ator/Atriz             | Personagem                 |
| ---------------------- | -------------------------- |
| Chester Morris         | Sargento Grischa Paprotkin |
| Betty Compson          | Babka                      |
| Alec B. Francis        | General von Lychow         |
| Gustav von Seyffertitz | General Schieffenzahn      |
| Jean Hersholt          | Posnanski                  |
| Layland Hodgson        | Tenente Winfried           |
| Paul MacAllister       | Soldado Sacht              |
| Raymond Whitaker       | Aljoscha                   |
| Bernard Siegel         | Verressjeff                |
| Frank McCormack        | Capitão Spierauge          |
| Percy Barbette         | Sargento Fritz             |
| Hal Davis              | Birkholz                   |

## Principais premiações
| Prêmio | Categoria             | Situação |
| ------ | --------------------- | -------- |
| Oscar  | Melhor Mixagem de Som | Indicado |